# المحلمية
المْحَلَّمِيّة أو المحلمية أو بيت مْحَلَّم أو الماردلية «ماردينلي» اسم قديم يُطلق على عشائر ناطقة بالعربية تسكن في محافظة ماردين في تركيا وحولها. للمحلمية وجود كبير في القامشلي ولبنان بالإضافة إلى وجود جالية كبيرة في أوروبا. يوصفون بأنهم من العشائر العربية القديمة، مع أن بعض المصادر تدعي علاقتهم  بمجموعات عرقية أخرى مثل الكرد أو المسيحيين، على الرغم من أن جذورهم التاريخية لم يتم تحديدها بشكل نهائي. يتحدثون بشكل أساسي باللهجة العربية التي لها تأثيرات كُرديّة وآرامية وتركية. في ألمانيا يُعرفون باسم أكراد لبنان أو كرد المحلمية.
كانت المنطقة مسكونة بقبائل المحلمية قبل وصول القبائل التركية إليها من الأناضول. كذلك للمنطقة تاريخ قديم، وكانت مسرحاً لكثير من حركات الخوارج التي كانت تتم ضد الخلافتين الأموية والعباسية. واليوم تقطنها غالبية من عشائر من قبيلة المحلّمية الكبيرة الانتشار كعشائر المخاشنية والراشدية ومسيحيين عرب من المحلمية إلى جانب عدد ضئيل من القوميات الأخرى كالسريان والأكراد،[محل شك]

## بنو محلم
بنو محلم قبيلة عربية مساكنها الجزيرة الفراتية وهي كبيرة الانتشار في بلاد مابين النهرين. وتنسب إلى محلم بن ذهل بن شيبان بن ثعلبة بن عكابة بن صعب بن علي بن بكر بن وائل، وهي بطن هام من بطون بني شيبان. كان لهم جبل الطور أحد كور ديار ربيعة، وفيهم البيت والعدد، وكانت لهم كثرة في صدر الإسلام شرقي دجلة في جهات الموصل. وأكثر أئمة الخوارج في ربيعة منهم، وسيدهم في الجاهلية مرة بن ذهل.
وعن معنى الاسم يقال بأنه مشتق من قولهم: تحلَّمتْ يرابيعُ أرضِ بني فلانٍ، إذا سَمِنت، ومحلم هو أيضاً اسم لعين ماء في البحرين، كانت العرب تسمي أبناءها نسبة إليها وقال أعشى قيس:
ويوجد أيضا قسم من المنطقة التي تسكنها قبائل وعشائر المحلمية ينتمون إلى الأصل السرياني.
توجد أعداد كبيرة يتوزعون في جنوب شرق تركيا في محافظات ماردين وباتمان وسعرد وشرناخ وديار بكر وأورفا وفي شمال شرق سوريا في محافظة الحسكة وأيضاً يتوزعون في شمال العراق تحديدا في مدينة الموصل ويتوزعون أيضاً بأعداد كبيرة جدا في لبنان في العاصمة بيروت وطرابلس والجنوب.

## قرى وبلدات المحلمية
أهمها القرى والبلدات في المحلمية: أستل، كفر حوار، عين كهف، حبس ناس، الزيارة، كفر علاب، الصوْر، الأحمدي، كندريب، زرنوقة، تفة، حلدح، دير انديب، دير زبينة، المنيزل، ابشة، خربة الحجي، نونب، شور أصبح، ايدو، اربل المخاشنية والراشدية، شورزبح، نونب. . أما في البلدات الكبيرة مثل استل والصور والأحمدي ومعسرتة فيعيش فيها اليوم بشكل خاص أعداد هائلة من قبائل المحلمية.
عانت هذه المجموعات من سياسة التتريك التي اتبعتها الحكومات التركية المتعاقبة ضدهم من فرض الزي التركي إلى تغير أسماء الألقاب والقرى والبلدات.

## هجرتهم إلى البلدان العربية
هاجرت أعداد كبيرة من سكان هذه المنطقة بسبب المجاعة التي أعقبت ثورة الشيخ سعيد النقشبندية في ديار بكر عام 1925م إلى الجزيرة السورية وهناك منحت حكومة الوحدة آنذاك جزء قليل منهم الهوية السورية. وعندما وقع الانفصال دفع هؤلاء ثمن هذه الهوية باهظاً عندما لجأت حكومة الانفصال إلى التنكيل بهم وحرموا من الأراضي التي تم توزيعها على السوريين في ذلك الوقت مما دفع بأعداد كبيرة منهم إلى العودة من حيث أتوا بينما تابعت أعداد أخرى رحلة العذاب باتجاه لبنان وهناك لاقت ما لم يكن في الحسبان حيث اعتبرهم اللبنانيون أغرابا دخلاء وأساؤوا معاملتهم واضطهدوهم مما أجبر الكثيرين منهم على مغادرة هذا البلد باتجاه أوروبا والغرب. وما زال يعيش أعداد كبيرة من المحلميون في سوريا وخاصة منطقة الجزيرة السورية. في مدن القامشلي والحسكة ورأس العين والمالكية وعامودا والدرباسية واليعربية والجوادية وقبور البيض وتل حميس والقرى المحيطة بهذه المدن .